# Färöische Fußballmeisterschaft 1945
Die Färöische Fußballmeisterschaft 1945 war die dritte Austragung in der färöischen Meistaradeildin. 1944 konnte keine Meisterschaft ausgespielt werden, da unter der britischen Besetzung ein Mangel an Fußbällen herrschte. Gespielt wurde im K.-o.-System, regional zum Teil auch im Ligamodus. Der Meister wurde in einem Endspiel, welches KÍ Klaksvík zum zweiten Mal für sich entschied, ermittelt. Titelverteidiger TB Tvøroyri schied im Halbfinale aus.

## Modus
Es wurden zunächst drei Regionalqualifikationen (Eystan, Vestan, und Suðuroy) ausgetragen. Die Modi in den einzelnen Regionen waren sehr unterschiedlich. Während in Eystan drei Mannschaften im Ligamodus den Halbfinalteilnehmer ermittelten, gab es in Midja und Suðuroy nur ein Qualifikationsspiel zwischen den beiden dortigen Bewerbern. Die Sieger der drei regionalen Finalspiele spielten dann in einem Halbfinale und dem Finale den Meister aus.

## Teilnehmer
Insgesamt beteiligten sich sieben Mannschaften aus drei Regionen.
Im Gegensatz zur Meisterschaft 1943 nahmen EB Eiði, FB Fámjin, MB Miðvágur, Bóltfelagið Sandur, SÍ Sumba, TGB Trongisvágur und ØB Øravík diesmal nicht teil.
Mannschaften, die erstmals teilnahmen, sind fettgeschrieben.
| Region  | Deutsch | Vereine                                |
| ------- | ------- | -------------------------------------- |
| Eystan  | Osten   | KÍ Klaksvík, B36 Tórshavn, HB Tórshavn |
| Vestan  | Westen  | SÍF Sandavágur, SÍ Sørvágur            |
| Suðuroy | Suðuroy | TB Tvøroyri, VB Vágur                  |

## Spiele

### Eystan

#### Tabelle
| Pl. | Verein       | Sp. | S | U | N | Tore    | Quote | Punkte |
| --- | ------------ | --- | - | - | - | ------- | ----- | ------ |
| 1.  | KÍ Klaksvík  | 4   | 4 | 0 | 0 | 023:300 | 7,67  | 08:0   |
| 2.  | B36 Tórshavn | 3   | 1 | 0 | 2 | 013:600 | 2,17  | 02:40  |
| 3.  | HB Tórshavn  | 3   | 0 | 0 | 3 | 000:270 | 0,00  | 0:60   |

#### Ergebnisse
|              | B36   | HB    | KÍ  |
| ------------ | ----- | ----- | --- |
| B36 Tórshavn |       | 10:00 | 2:3 |
| HB Tórshavn  | w/o 1 |       | 0:9 |
| KÍ Klaksvík  | 3:1   | 08:0  |     |

### Vestan
| SÍ Sørvágur | 3:2 | SÍF Sandavágur |

### Suðuroy
|             | Gesamt   |          | Hinspiel | Rückspiel |
| Vorrunde    | Vorrunde | Vorrunde | Vorrunde | Vorrunde  |
| ----------- | -------- | -------- | -------- | --------- |
| TB Tvøroyri | 8:1      | VB Vágur | 1:1      | 7:1       |

### Halbfinale
KÍ Klaksvík war direkt für das Finale qualifiziert.
|             | Ergebnis |             |
| ----------- | -------- | ----------- |
| SÍ Sørvágur | 3:1      | TB Tvøroyri |

### Finale
| Paarung  | KÍ Klaksvík – SÍ Sørvágur |
| Ergebnis | 1:0 (0:0)                 |
| Datum    | 19. August 1945           |
| Stadion  | Gundadalur, Tórshavn      |
| Tore     | 1:0 Mourits Jakobsen (?.) |

Meister 1945 wurde KÍ Klaksvík.